# Prisión en el cuartel de Stauferkaserne

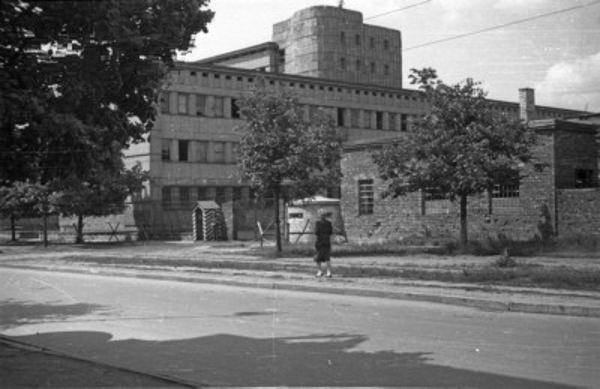
SS-Stauferkaserne. Vista desde la calle Kazimierzowska.

Prisión de Stauferkaserne - una prisión provisional, y al mismo tiempo un punto de reunión para los residentes expulsados de Varsovia, establecida por los alemanes durante los primeros días del Levantamiento de Varsovia en los terrenos del cuartel de las SS-Stauferkaserne en la calle Rakowiecka 4. En agosto y septiembre de 1944 por el cuartel de las SS en Mokotów pasaron más de mil residentes del distrito. Fueron detenidos allí en duras condiciones y sometidos a un trato extremadamente brutal. Durante el Levantamiento de Varsovia, la zona de Stauferkaserne fue escenario de numerosas ejecuciones, cuyas víctimas fueron al menos 100 personas.

## Creación de la prisión
Durante la ocupación alemana, el complejo de edificios del Estado Mayor del Ejército Polaco, situado en la calle Rakowiecka 4 en Mokotów de Varsovia, fue transformado en cuarteles de las SS, los así llamados SS-Stauferkaserne. Cuando estalló el Levantamiento de Varsovia, albergaba el Tercer Batallón de reserva de Granaderos de las SS, que se componía de unos 600 soldados apoyados por una compañía de tanques. El 1 de agosto de 1944, los cuarteles fueron atacados por soldados de AK del batallón de asalto Odwet II y el grupo de artillería Granat, pero los soldados de las SS, que fueron bien armados y bien estirados, lograron repeler el ataque polaco.
El 2 de agosto, por la mañana, las SS de la guarnición de Stauferkaserne comenzaron a pacificar los barrios de Mokotów situados más cerca del cuartel. Los habitantes de las calles: Rakowiecka, Puławska, Kazimierzowska, Rejtana, Wiśniowa, Aleja Niepodległości, Asfaltowa, Opoczyńska y Fałata fueron expulsados de sus casas, y entre los golpes y gritos fueron conducidos a Stauferkaserne. Hasta las 20:00, cientos de civiles fueron obligados a esperar bajo la lluvia en el patio del cuartel. Las SS dispararon una serie de ametralladoras sobre sus cabezas, intensificando así pánico. Martin Patz, comandante del Stauferkaserne SS-Obersturmführer, habló entonces a los polacos encarcelados. Declaró a los reunidos que fueron tomados como rehenes y que si el levantamiento no cae en tres días todos serán muertos a tiros. Además, anunció que por cada alemán asesinado por los insurgentes, los polacos serían ejecutados. Luego los hombres fueron separados de las mujeres y los niños y ambos grupos fueron colocados en cuarteles diferentes. La mayoría de las mujeres y niños fueron liberados en la tarde del día siguiente.
En los días siguientes, la población de Mokotów, principalmente hombres, fue condicuda continuamente a Stauferkaserne. El cuartel comenzó a servir como una prisión improvisada y al mismo tiempo como un punto de reunión para los residentes expulsados del distrito. Funcionó aproximadamente hasta mediados de septiembre de 1944, aunque muchos polacos fueron detenidos en cuarteles hasta principios de octubre. Después de una estancia más o menos larga en Stauferkaserne, los prisioneros generalmente eran enviados al campo de tránsito de Pruszków u otros puntos de reunión establecidos por los alemanes para la población expulsada de Varsovia.

## Condiciones de vida de los prisioneros
El primer grupo de hombres llevados a Stauferkaserne recibió comida y bebida al día siguiente, y algunos de ellos apenas tres días después de su detención. Aproximadamente desde el 5 de agosto, los alemanes permitieron a las mujeres polacas llevar comida a los familiares encarcelados en los cuarteles. Sin embargo, hubo varios casos en los que los hombres de las SS, sin ninguna razón, abrieron fuego contra mujeres que caminaban bajo la bandera blanca. Varias mujeres murieron o resultaron heridas en ese momento.
Zbigniew Bujnowicz, encarcelado en Stauferkaserne, recordó que la vida de los polacos detenidos en los cuarteles se asemejaba a las condiciones que prevalecían en un campo de concentración. A las 5:30 había una diana, seguida de un llamamiento. Después del llamamiento, a los prisioneros se les daba desayuno, que por lo general consistía en 1-2 galletas y café negro. Los prisioneros trabajaban hasta la hora del almuerzo a las 13:00. Generalmente, se les daba una porción de grañones cocidos para comer. Más tarde, los presos volvían al trabajo, que duraba hasta las 19:00, cuando comenzaban el descanso de dos horas para la cena. Después, los presos trabajaban hasta las 2:00 de la madrugada.
El trabajo realizado por los prisioneros incluía la limpieza de letrinas a mano, el desmantelamiento de barricadas insurgentes, la limpieza de tanques, el entierro de cadáveres, trabajos en tierra en el terreno de los cuarteles (por ejemplo, la excavación de zanjas), la limpieza de calles, el traslado y la carga de mercancías robadas por los alemanes a los automóviles. Muchas de estas obras tenían como único objetivo el agotamiento y la humillación de los detenidos. Los soldados de las SS de la tripulación de Stauferkaserne maltrataban a los prisioneros en cada oportunidad. Los golpes continuos estaban a la orden del día.
Las difíciles condiciones de vida y de trabajo pronto llevaron al agotamiento total de los prisioneros. Entre los polacos detenidos en Stauferkaserne hubo una epidemia de disentería. Al cabo de un tiempo, un grupo de personas reunidas en torno al inspector de la PCK (en español, Cruz Roja Polaca), Jan Wierzbicki, logró obligar a los alemanes a crear una unidad sanitaria formada por prisioneros polacos. Inicialmente estaba compuesto por 16 miembros, pero después de algún tiempo llegó a 60 miembros, incluyendo dos médicos y dos enfermeras. El departamento sanitario incluso tenía su propio camión a su disposición. Además de ocuparse de los prisioneros, el personal sanitario de Stauferkaserne también proporcionó asistencia médica a los polacos que vivían en el barrio de Mokotów, que estaba bajo control alemán (principalmente en la zona que va desde la calle Rakowiecka hasta la calle Madalińskiego), así como enterró los cadáveres de civiles muertos y de insurgentes. Por otra parte, se prohibió estrictamente al personal sanitario ayudar a los polacos heridos sospechosos de participar en el levantamiento.

## Ejecuciones en laStauferkaserne
Durante el Levantamiento de Varsovia, al menos 100 residentes de Mokotów fueron asesinados en Stauferkaserne. Ya el 3 de agosto (otros testimonios indican la fecha del 4 de agosto) los alemanes eligieron al azar de entre los prisioneros a unos 45 hombres, a los que sacaron en grupos de 15 y dispararon fuera del cuartel. Entre los muertos había un pop ortodoxo, que las SS ordenaron que cantara antes de ser fusilado. Los cadáveres fueron enterrados en la zona de la prisión de Mokotów, frente a Stauferkaserne. Al resto de los prisioneros se les dijo que la ejecución fue una represalia por la supuesta ejecución por los insurgentes de 30 volksdeutsche.
El 4 de agosto un grupo de unos 40 hombres de una casa situada en la esquina de las calles Narbutta y Niepodległości fue traído a Stauferkaserne. A todos les disparó el fuego de las ametralladoras en el patio del cuartel. Los heridos fueron rematados con pistolas.
A menudo también tenían lugar las ejecuciones individuales en los cuarteles, que normalmente fueron ordenadas por el SS-Obersturmführer Patz. Entre otras cosas, Patz ordenó una vez disparar a un hombre cuyo desagradable tic (provocado por razones de salud) consideró una burla de su persona. En cambio, cuando los prisioneros comenzaron a rebelarse contra el destructivo modo de trabajo, los hombres de las SS colgaron a uno de ellos a la vista de sus compañeros como castigo. La ejecución fue dirigida por uno de los hombres más crueles de las SS de la tripulación del Stauferkaserne, el SS-Rottenführer Franckowiak.
Además, algunos de los hombres encarcelados en los cuarteles fueron deportados por las budy de la Gestapo en una dirección desconocida y desaparecieron. Entre otros, el 9 de agosto, alrededor de 20-40 prisioneros fueron llevados de esta manera. A finales de agosto y principios de septiembre, cerca de 70 hombres también desaparecieron en un día. Es probable que los polacos capturados por la Gestapo fueran ejecutados en las ruinas de la Inspección General de las Fuerzas Armadas o en otros lugares de ejecución cerca de la sede de Sicherheitspolizei en avenida Szucha. Por otra parte, las mujeres encarceladas en Stauferkasserne eran conducidas como escudos humanos frente a tanques alemanes.
El 8 de agosto Patz envió una delegación de 100 mujeres al coronel Daniel, comandante de AK en distrito de Mokotów, con una demanda categórica de capitulación, amenazando con disparar a todos los polacos encarcelados en Stauferkaserne en caso de rechazo. Sin embargo, el chantaje fracasó, porque Daniel amenazó con imponer sanciones similares a los alemanes que habían sido tomados prisioneros.

## Epílogo
Después de la guerra, los edificios de la antigua Stauferkaserne sirvieron como sede del Estado Mayor del Ejército Polaco (se encuentra allí hasta el día de hoy). El lugar de la muerte de muchos habitantes de Mokotów no ha sido conmemorado de ninguna manera.
El proceso SS-Obersturmführer Martin Patz comenzó en 1978 en el Tribunal de Colonia. En particular, fue condenado por el asesinato de 600 prisioneros en la calle Rakowiecka 37, cometido por hombres de las SS subordinados a él el 2 de agosto de 1944. En febrero de 1980 Patz fue condenado a 9 años de prisión. Karl Misling, que fue juzgado en el mismo juicio, fue condenado a 4 años de prisión.

## Comentarios
1. ↑  Pertenecientes a la 4ª división del V Distrito de AK "Mokotów".
2. ↑  Antes de la guerra, Martin Patz era profesor de alemán en la Universidad de Poznań. Durante el Levantamiento de Varsovia, su batallón cometió una serie de crímenes contra la población de Mokotów. Además de los asesinatos en Stauferkaserne, el relato de Patz también fue acusado de la masacre en la prisión de Mokotów y de la masacre en el monasterio jesuita de la calle Rakowiecka. Por esta razón, a veces se le llama el carnicero de Mokotów.
3. ↑  Los casos más graves fueron remitidos al hospital improvisado de Siostry Niepokalanki en la calle Kazimierzowska o al hospital en la calle Chocimska.